# پراکاش مهرا
پراکاش مهرا (هندی: प्रकाश मेहरा؛ ۱۳ ژوئیهٔ ۱۹۳۹ – ۱۷ مهٔ ۲۰۰۹) یک کارگردان و تهیه‌کننده اهل هند بود.
وی کارگردان فیلم‌هایی همچون زنجیر، فاتح سرنوشت، مهارت دست، قضاوت مقدر و نمک حلال بوده‌است.